# Старосадский переулок
Староса́дский переу́лок — улица в центре Москвы в Басманном районе между улицами Маросейка и Забелина.

## Происхождение названия
Назван в 1922 году — по располагавшемуся здесь с XV века урочищу Старые сады (здесь находились великокняжеские сады, известные по документам 1423, 1488 годов). В XVII веке назывался Квасной, затем Кисельный (видимо, по занятию жителей). С XIX века — Космодамианский, по церкви Космы и Дамиана (на углу с улицей Маросейка), известной с 1547 года (современное здание построено в 1791—1803 годы М. Ф. Казаковым).

## Описание
Старосадский переулок начинается от места, где Маросейка переходит в Покровку, напротив Армянского переулка, спускается на юг, на запад от него отходит Петроверигский переулок, выходит на перекрёсток улицы Забелина и Малого Ивановского переулка.

## Здания и сооружения

### По нечётной стороне
- № 1/2, стр. 1,  памятник архитектуры (региональный) — жилой дом с лавками (начало XIX века)[2].
- № 1/2, стр. 2,  ЦГФО — Городское 10-ти классное смешанное училище — дом жилой (1914—1915; 1920)[2].
- № 1/2, стр. 3,  ЦГФО — хозяйственное строение — доходный дом П. Д. Ахлестышева (1830-е; 1870-е)[2].
- № 3, стр. 1,  ЦГФО — городская усадьба Н. А. Костылевой — И. К. Виттих — А. Ф. Юргенса (1813—1817, 1871, 1980-е)[2].
- № 3, стр. 3,  памятник архитектуры (региональный) — палаты с сенями, XVII—XVIII века.
- № 5/8, стр. 2, 3, 4, 5, 6,  памятник архитектуры (федеральный) — городская усадьба (XVIII—XIX века[2], между 1817 и 1819 годами перестраивалась купцом Е. Ф. Киппеном). Здания занимает Московский Союз художников.
- № 7/10 — Комплекс зданий евангелическо-лютеранского Кафедрального собора святых апостолов Петра и Павла. Здание собора (стр. 10) построено по проекту архитектора В. А. Коссова в 1903—1905 годах. Рядом с собором расположены: капелла при церкви (стр. 6, бывшая часовня для отпевания), построенная в 1898 году по проекту архитектора Ф. О. Шехтеля, здание бывшей богадельни, дом причта (стр. 8) и сторожка-дворницкая (стр. 7).
- № 9, стр. 1,  ЦГФО — доходный дом Московского вспомогательного общества купеческих приказчиков (1901, архитектор Б. Н. Кожевников)[2]. С 1938 года в здании размещается Государственная публичная историческая библиотека России[1].
- № 9, стр. 3, 4 — здания Государственной публичной исторической библиотеки (1988)[2].
- № 11/1, стр. 2 — Храм Святого Владимира в Старых Садех.

### По чётной стороне
- № 4/5, стр. 1,  ЦГФО — жилой дом (1849—1853; 1858; 1878, архитектор Сабанеев)[2] В доме жила поэтесса А. Е. Адалис[3].
- № 4/5, стр. 1А,  ЦГФО — жилой дом (1846—1847; 1904, архитектор А. В. Красильников)[2]
- № 6/12, стр. 1,  ЦГФО — доходный дом Саровской пустыни (1916, архитектор И. Т. Барютин)[2].
- № 8, стр. 1,  памятник архитектуры (федеральный) — жилой дом XIX века с палатами XVII века[2].
- № 8, стр. 1а,  памятник архитектуры (региональный) — жилой дом (1878)[2].
- № 8 — особняк (1878, архитектор К. В. Терский).
- № 10 — комплекс доходных домов (1890, архитектор П. А. Дриттенпрейс).
- № 10, стр. 1 — доходный дом А. В. Красногоровой — Блиновых (в основе жилой флигель 2-й половины XVIII века; 1880—1881, архитекторы П. В. Михайлов, В. И. Веригин; 1900, архитектор А. Н. Новиков). Здесь в середине 1920-х — начале 1930-х годов жил поэт О. Э. Мандельштам[2]. В сквере у этого дома в 2008 году был установлен памятник Мандельштаму[4].

## Транспорт
Движение по переулку — одностороннее, от улицы Забелина и Малого Ивановского переулка наверх к Маросейке. Ближайшая станция метро:  Китай-город. Наземный общественный транспорт по переулку не ходит.

## Фотогалерея

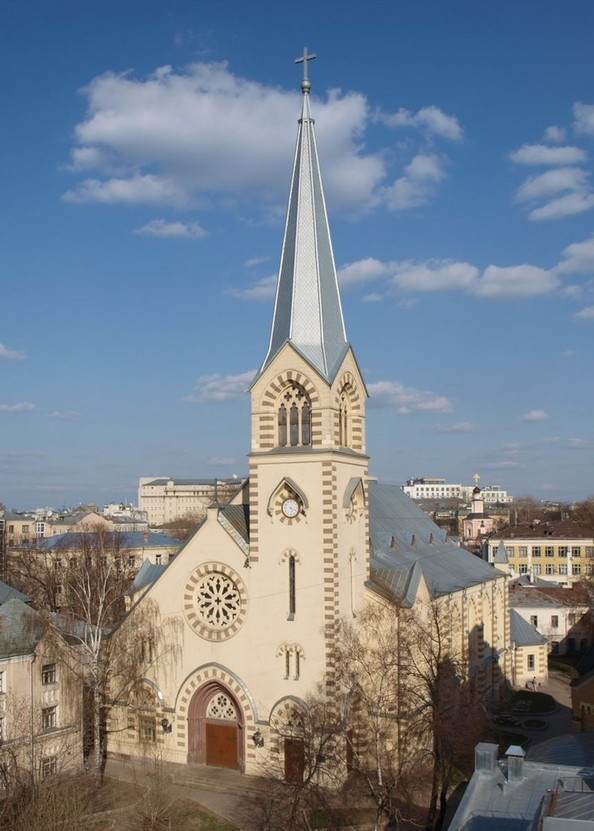
№ 7/10, стр. 10. Лютеранский собор.
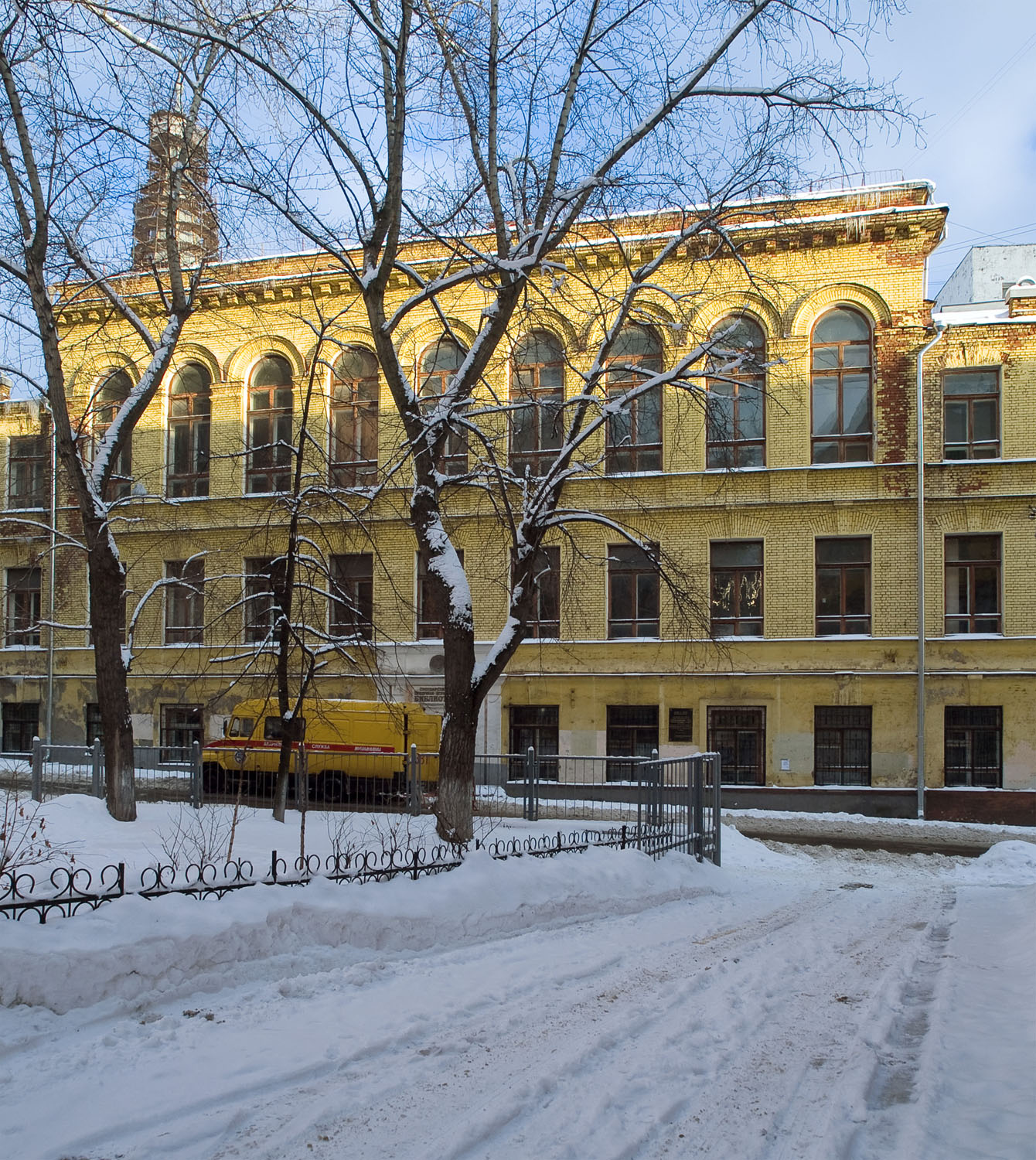
№ 9. Государственная публичная историческая библиотека России.
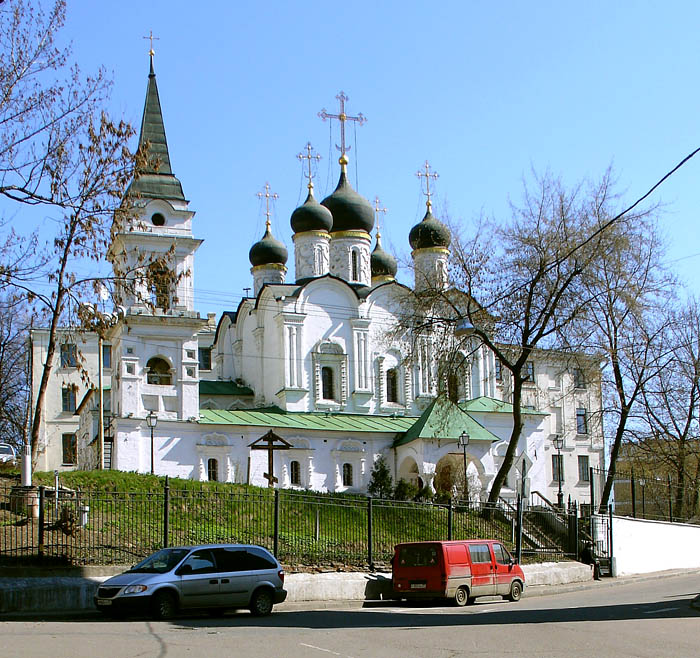
№ 11, стр. 1. Храм Св. Владимира в Старых Садех.
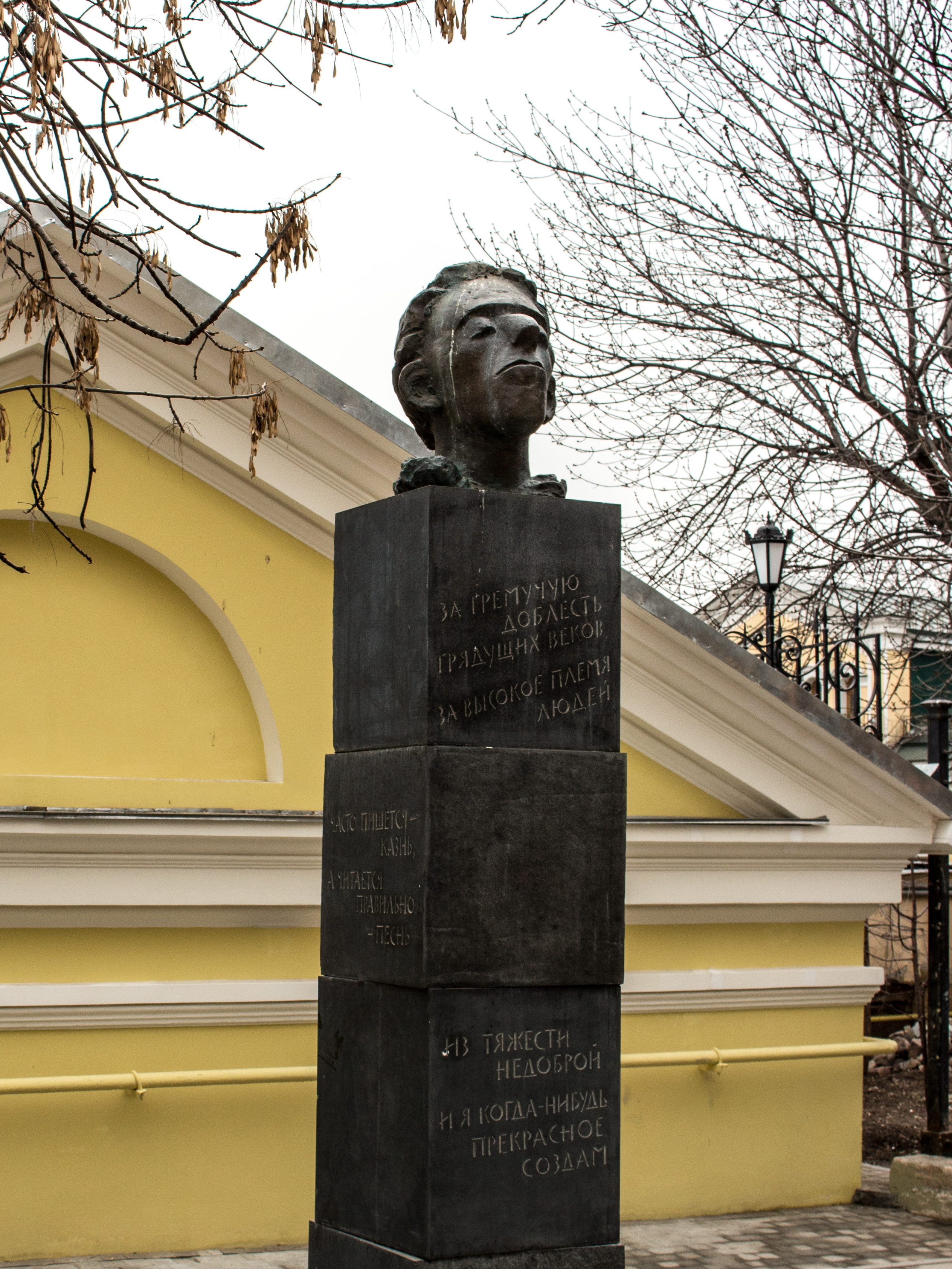
Памятник О. Мандельштаму